# Дохідність до погашення
Дохідність до погашення (зазвичай позначається YTM від англ. Yield to maturity) або балансова дохідність цінного паперу з фіксованою відсотковою ставкою — це оцінка загальної норми прибутку, яку очікує отримати інвестор, який купує облігацію за певною ринковою ціною, утримує її до погашення та отримує всі відсоткові платежі та повернення капіталу за графіком. Це (теоретична) внутрішня норма прибутку (IRR): ставка дисконтування, за якої теперішня вартість усіх майбутніх грошових потоків від облігації (купони та основна сума боргу) дорівнює поточній ціні облігації. YTM часто подається у вигляді річної відсоткової ставки, але частіше використовується ринкова конвенція. На деяких великих ринках цінних паперів прийнято виплачувати піврічні купони і котирувати річну дохідність з відповідним нарахуванням складних відсотків; таким чином, наприклад, річна ефективна дохідність 10,25% буде котируватися як номінальна ставка 10,00% (оскільки 1,05 × 1,05 = 1,1025 і 2 × 5 = 10).

## Податки та операційні витрати
Дохідність до погашення зазвичай обчилюєється без урахування податків, які сплачує інвестор з доходу, і тоді вона називається "валовою дохідністю до погашення". Вона також не враховує операційні витрати, понесені покупцем або продавцем.

## Ставка купона порівняно з дохідністю до погашення
- Якщо купонна ставка облігації менша за її дохідність до погашення (YTM), то облігація продається з дисконтом.
- Якщо купонна ставка облігації більша за її YTM, то облігація продається з премією.
- Якщо купонна ставка облігації дорівнює її YTM, то облігація продається за номіналом.

## Обчислення
Формула для розрахунку дохідності до погашення для безкупонних облігацій:
{\displaystyle YTM={\sqrt[{n}]{\dfrac {Nom}{Price}}}-1},
де
- {\displaystyle n} — кількість років до погашення,
- {\displaystyle Nom} — номінальна вартість облігації, тобто сума яка буде виплачена при погашенні,
- {\displaystyle Price} — ринкова ціна облігації,

Для облігацій з кількома купонами, як правило, неможливо алгебраїчно визначити дохідність через ціну. Для наближеного визначення дохідності слід використовувати чисельні методи пошуку коренів, наприклад, метод Ньютона чи метод хорд. Електронні таблиці (Microsoft Excel, LibreOffice Calc і т.п.) мають функцію Rate для наближеного обчислення YTM.